# Башчелакски хребет
Башчелакският хребет (на руски: Бащелакский хребет) е планински хребет в северозападната част на планината Алтай, в западната част на Република Алтай и югоизточната част на Алтайски край на Русия. Простира се от северозапад на югоизток на протежение около 120 km между долините на реките Ануй на североизток и Чариш на югозапад, леви притоци на Об. На югоизток достига до Канската степ а на северозапад склоновете му постепенно потъват в Западносибирската равнина. Максимална височина 2421 m, разположена на границата между Алтайски край и Република Алтай. Хребетът е изграден основно от гранити и кристалинни шисти. От него водят началото си няколко десетки реки по-големи от които са: Башчелак и Талица (десни притоци на Чариш) и Каракол (ляв прико на Ануй). В северозападните му ниски части е развита планинска степна растителност, на север и североизток – тъмна иглолистна тайга, а на юг широколистни гори от лиственица. Над 2000 m се простират алпийски пасища и планинска тундра.